# Silvestr Kazmíř
Silvestr Kazmíř (1. srpna 1933 Halenkov – 21. října 2012 Vsetín) byl valašský jazykovědec, spisovatel, historik, filolog a fotograf.

## Život
Narodil se v Halenkově, ale téměř celý život (52 let) prožil na Vsetíně – Rybníkách. Vystudoval vsetínské gymnázium a Střední průmyslovou školu strojní ve Vsetíně a pracoval v místní Zbrojovce. Jazykovědě a filologii se věnoval už od studií, studoval dostupnou odbornou i uměleckou literaturu, sbíral a shromažďoval dialektologický materiál z Valašska a zaznamenával nářeční výrazy. Věnoval se i jiné publikační činnosti – zpracoval například historii valašských obcí Halenkov a Nový Hrozenkov. Pro svou rodnou obec navrhl i obecní znak a velmi rád ji fotografoval. Zajímala ho i historická témata, vydal např. paměti Ericha Kulky, ke kterým podrobně zpracoval otázku holocaustu na Vsetínsku (Holocaust na Vsetínsku, 2011). Zemřel po dlouhé nemoci ve vsetínské nemocnici.
V roce 2001 vydal své nejvýznamnější dílo, Slovník valašského nářečí, obsahující nejen 18 000 slov, ale i 450 úsloví a 250 přísloví. V roce 2006 vyšlo druhé rozšířené vydání, avšak pouze elektronicky. Rozšířená podoba obsahuje cca 31 000 hesel, 900 úsloví a 800 přísloví, vysvětlení významu slov, přehled výslovnosti a přehled mluvnice. Odborné kruhy hodnotí slovník velmi kladně, neboť jde o unikát, který nemá v Česku co do rozsahu a kvality obdoby, a je ojedinělý i v celé Evropě.